# Ponte Dongjak
A Ponte Dongjak é uma ponte rodoferroviária sobre o rio Han, localizada em Seul, capital da Coreia do Sul. Concluída em 1984, ela liga os distritos de Seocho e Yongsan. Além do tráfego rodoviário, por ela também passa a linha 4 do Metrô de Seul.